# Хайнрих II (Спонхайм-Боланден)
Вижте пояснителната страница за други личности с името Хайнрих II.
Хайнрих II фон Спонхайм-Боланден (на немски: Heinrich II. von Sponheim-Bolanden; * ок. 1330; † 1393) от род Спанхайми, е граф на Спонхайм-Боланден и господар на господствата Кирххайм и Щауф.

## Биография
Той е син на граф Филип фон Спонхайм-Боланден († 1338) и първата му съпруга Лиза (Елизабет) фон Катценелнбоген († май 1338), дъщеря на Дитрих VI фон Катценелнбоген († 1315) и Катарина фон Клеве († сл. 1356), и внучка на граф Дитрих V фон Катценелнбоген († 1276). Внук е на Хайнрих I фон Спонхайм-Боланден-Даненфелс († 1311) и Кунигунда фон Боланден († 1295), дъщеря на Филип V фон Боланден († 1276). Брат е на Йохан III († 1383), женен за Валпурга фон Лайнинген, и на Кунигунда, омъжена ок. 1346 за Вилхелм, рауграф на Щолценберг († 1358) и 1369 за граф Лудвиг XI фон Ринек († 1408).
Хайнрих II кандидадства за даването на градски права за своето село Кирххайм, днешен Кирххаймболанден. Те са дадени от император Карл IV на 1 февруари 1368 г., заедно с разрешението за укрепи селището. Графът мести дома си, построява малък замък и така основава своя град-резиденция. През 1378 и 1388 г. той купува постепенно господството и замък Щауф от граф Еберхард фон Цвайбрюкен.
Умира през 1393 г. и е погребан, както съпругата му, във фамилната гробница на тяхната Нова резиденция-църква Св. Ремигиус в Кирххаймболанден.

## Фамилия
Хайнрих II се жени на 21 февруари 1355 г. за Аделхайд Елизабет фон Катценелнбоген († 1397), дъщеря на граф Йохан II фон Катценелнбоген († 1357) и Елизабет фон Изенбург.  Те имат само една дъщеря:
- Елизабет фон Спонхайм-Боланден († 1381), омъжена 1374 за граф Крафт IV фон Хоенлое-Хоенлое-Вайкерсхайм († 1399).